# 祖拜爾
祖拜爾是伊拉克的城市，位於該國東南部，由巴斯拉省負責管轄，處於首府巴斯拉東北約13公里，1949年該市附近發現石油，2007年人口124,611。

## 外部連結
- Iraq Image - Az Zubayr Satellite Observation